# Cima delle Pecore
La Cima delle Pecore (Schaflahnernock in tedesco), è un monte appartenente ai monti Alti Tauri Occidentali, più precisamente ai monti di Fundres, alto 2.703 metri, situato fra le valli della Selva dei Molini e di Rio Bianco.

## Salita
Si parte dal Lago di Neves, seguendo, sulla destra, una larga carrareccia chiusa al traffico che conduce tra gli abeti alla Obere Nevesalm (Malga di Neves di Sopra – 2134  - grande panorama in direzione del crinale principale). In alternativa si può seguire lo stretto sentiero (segnavia 24) che taglia i tornanti della carrareccia salendo alle malghe con via più ripida ma più diretta e veloce. Dalle malghe si procede su facile sentiero (grande panorama alle spalle sulla Punta Bianca) sormontando dapprima un ripido costone per proseguire in un'ampia conca, tra pascoli e vaste pietraie, sino al Nevesjoch (Passo di Neves – 2407 m), appena sotto al Rifugio Porro (Chemnitzer Hütte – 2416 m), dove si può godfere godere di un bel panorama in direzione del Mesule e dei ghiacciai sottostanti. Dietro al rifugio, chiaramente indicato da un cartello di legno, ha inizio il sentiero che ci conduce direttamente alla sommità dello Schaflahnernock (Cima delle Pecore). Con sentiero in parte artefatto tra grandi lastroni rocciosi, si volge in direzione del versante occidentale della montagna sino a risalire sulla sinistra un modesto valloncello. Si passa presso le prese d'acqua che alimentano il sottostante rifugio per poi accedere a una piccola conca erbosa circondata dai massi. Il tracciato passa ora a sinistra cambiando improvvisamente pendenza (attenzione agli ometti). In forte salita si segue l'esile traccia con una sequenza di stretti tornanti su fondo terroso quindi, più in alto, si scavalca alcuni instabili massi di roccia (Attenzione in questo tratto alla segnaletica assai sbiadita e poco chiara). In ultimo si volge a destra tra grandi lastroni, sempre facendo attenzione al fondo poco stabile, sino a guadagnare la sommità (1 ora e 10 minuti dal Rifugio Porro; 2 ore e 40 minuti dalla partenza). La vetta concede un panorama davvero meritevole su alcune famose cime delle Alpi Aurine come il Mesule e la Cima di Campo.